# Okchai
Els okchai (també Ogchay) eren una tribu que parlava una de les llengües muskogi. Formaven part de l'antiga Confederació Creek (Muscogee) al centre d'Alabama, als comtats de Coosa i Elmore, abans de la seva deportació durant la dècada de 1830 al Territori Indi. John Reed Swanton va afirmar que els seus llogaretseren Asilanabi (comtat de Shelby); Lålogålga al llac Fish Pond, Elkhatchee als comtats de Tallapoosa i Coosa; Okchai, als comtats d'Elmore i Coosa; Potcas hatchee (Pochusehatche), en el curs superior de Hatchet Creek als comtats de Clay i Coosa; i Tulsa hatchee, d'ubicació desconeguda.